# Zoltán Opata
Zoltán Opata (Budapest, 24 settembre 1900 – Budapest, 19 maggio 1982) è stato un calciatore e allenatore di calcio ungherese, di ruolo attaccante.

## Carriera
Fu tra i protagonisti del grande MTK dell'inizio degli anni '20, con cui vinse 5 campionati di fila (dal 1921 al 1925) e 2 Coppe d'Ungheria (1923, 1925). In quel periodo disputò anche le Olimpiadi con la Nazionale ungherese. Nel 1924 si aggregò brevemente al Maccabi Brno, ma tornò subito a Budapest. Nella seconda metà del decennio cambiarono i rapporti di forza e l'MTK di Opata dovette soccombere spesso ai rivali cittadini del Ferencváros. L'ultimo titolo arrivò per lui nel 1929, alla sua ultima stagione nella squadra della capitale, quando ormai non era più titolare fisso.
Passò gli anni seguenti alternandosi fra diverse squadre minori ungheresi e due esperienze in Francia (nelle file di Olympique Lillois e Racing Club de Paris). Divenne poi allenatore, e il suo primo incarico fu di guidare la Nazionale ungherese alle Olimpiadi del 1936. La sua carriera da allenatore continuò fino al 1961 (i tre ultimi anni allenò Nazionale B della sua patria) ma ebbe solo due successi: nel 1938, con il HAŠK, vinse il campionato jugoslavo e nel 1957, con il Górnik Zabrze, quello polacco.

## Statistiche

### Cronologia presenze e reti in nazionale
| Cronologia completa delle presenze e delle reti in nazionale ― Ungheria | Cronologia completa delle presenze e delle reti in nazionale ― Ungheria | Cronologia completa delle presenze e delle reti in nazionale ― Ungheria | Cronologia completa delle presenze e delle reti in nazionale ― Ungheria | Cronologia completa delle presenze e delle reti in nazionale ― Ungheria | Cronologia completa delle presenze e delle reti in nazionale ― Ungheria | Cronologia completa delle presenze e delle reti in nazionale ― Ungheria | Cronologia completa delle presenze e delle reti in nazionale ― Ungheria |
| Data                                                                    | Città                                                                   | In casa                                                                 | Risultato                                                               | Ospiti                                                                  | Competizione                                                            | Reti                                                                    | Note                                                                    |
| ----------------------------------------------------------------------- | ----------------------------------------------------------------------- | ----------------------------------------------------------------------- | ----------------------------------------------------------------------- | ----------------------------------------------------------------------- | ----------------------------------------------------------------------- | ----------------------------------------------------------------------- | ----------------------------------------------------------------------- |
| 30/04/1922                                                              | Budapest                                                                | Ungheria                                                                | 1 – 1                                                                   | Austria                                                                 | Amichevole                                                              | -                                                                       |                                                                         |
| 23/09/1923                                                              | Budapest                                                                | Ungheria                                                                | 2 – 0                                                                   | Austria                                                                 | Amichevole                                                              | -                                                                       |                                                                         |
| 06/04/1924                                                              | Budapest                                                                | Ungheria                                                                | 7 – 1                                                                   | Italia                                                                  | Amichevole                                                              | 1                                                                       |                                                                         |
| 04/05/1924                                                              | Budapest                                                                | Ungheria                                                                | 2 – 2                                                                   | Austria                                                                 | Amichevole                                                              | -                                                                       |                                                                         |
| 18/05/1924                                                              | Zurigo                                                                  | Svizzera                                                                | 4 – 2                                                                   | Ungheria                                                                | Amichevole                                                              | 1                                                                       | 46’                                                                     |
| 26/05/1924                                                              | Parigi                                                                  | Ungheria                                                                | 5 – 0                                                                   | Polonia                                                                 | Olimpiadi 1924 - Qual.                                                  | 2                                                                       |                                                                         |
| 29/05/1924                                                              | Saint-Ouen                                                              | Egitto                                                                  | 3 – 0                                                                   | Ungheria                                                                | Olimpiadi 1924 - Ottavi                                                 | -                                                                       |                                                                         |
| 04/06/1924                                                              | Le Havre                                                                | Francia                                                                 | 0 – 1                                                                   | Ungheria                                                                | Amichevole                                                              | -                                                                       |                                                                         |
| 21/05/1925                                                              | Budapest                                                                | Ungheria                                                                | 1 – 3                                                                   | Belgio                                                                  | Amichevole                                                              | -                                                                       | 46’                                                                     |
| 04/10/1925                                                              | Budapest                                                                | Ungheria                                                                | 0 – 1                                                                   | Spagna                                                                  | Amichevole                                                              | -                                                                       | 24’                                                                     |
| 08/11/1925                                                              | Budapest                                                                | Ungheria                                                                | 1 – 1                                                                   | Italia                                                                  | Amichevole                                                              | -                                                                       |                                                                         |
| 14/11/1926                                                              | Budapest                                                                | Ungheria                                                                | 3 – 1                                                                   | Svezia                                                                  | Amichevole                                                              | 1                                                                       |                                                                         |
| 19/12/1926                                                              | Vigo                                                                    | Spagna                                                                  | 4 – 2                                                                   | Ungheria                                                                | Amichevole                                                              | 1                                                                       |                                                                         |
| 10/04/1927                                                              | Vienna                                                                  | Austria                                                                 | 6 – 0                                                                   | Ungheria                                                                | Amichevole                                                              | -                                                                       | 41’                                                                     |
| 24/04/1927                                                              | Praga                                                                   | Cecoslovacchia                                                          | 4 – 1                                                                   | Ungheria                                                                | Amichevole                                                              | -                                                                       |                                                                         |
| 12/06/1927                                                              | Budapest                                                                | Ungheria                                                                | 13 – 1                                                                  | Francia                                                                 | Amichevole                                                              | -                                                                       | 30’ 33’ 87’                                                             |
| 11/05/1930                                                              | Budapest                                                                | Ungheria                                                                | 0 – 5                                                                   | Italia                                                                  | Coppa Internazionale 1927-1930                                          | -                                                                       |                                                                         |
| Totale                                                                  |                                                                         | Presenze                                                                | 17                                                                      |                                                                         | Reti                                                                    | 6                                                                       |                                                                         |

## Palmarès

### Giocatore

#### Competizioni nazionali
- Campionato ungherese: 6

MTK Budapest: 1920-1921, 1921-1922, 1922-1923, 1923-1924, 1924-1925, 1928-1929
- Coppa d'Ungheria: 2

MTK Budapest: 1922-1923, 1924-1925

### Allenatore

#### Competizioni nazionali
- Campionato del Regno di Jugoslavia: 1

HAŠK Zagabria: 1937-1938
- Campionato rumeno: 1

UTA Arad: 1946-1947
- Campionato polacco: 1

Górnik Zabrze: 1957